# Mimolibnetis obscurus
Mimolibnetis obscurus is een keversoort uit de familie netschildkevers (Lycidae). De wetenschappelijke naam van de soort werd in 1936 gepubliceerd door Maurice Pic.